# Demo (Grécia)

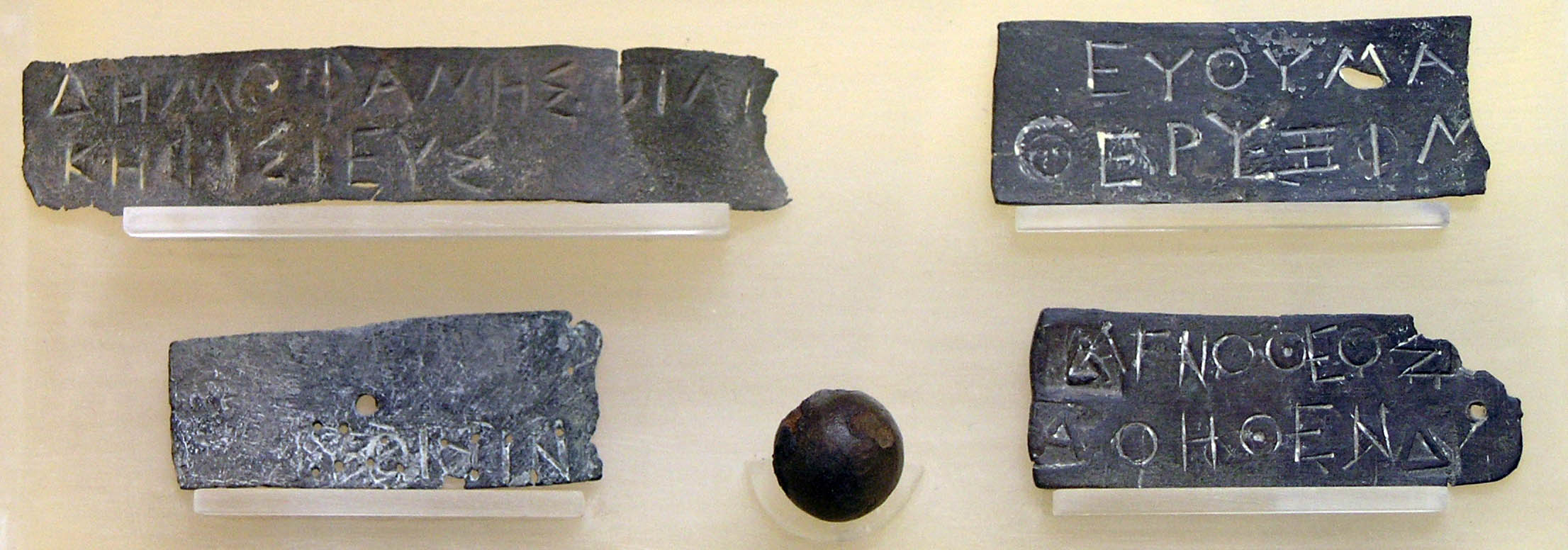
Pinakia, tabuletas de identificação (nome, nome do pai, demo) utilizada para tarefas como a seleção de júris, Museu da Ágora de Atenas.

Na Grécia Antiga,  o demo (em grego: δῆμος) era uma subdivisão da Ática, região da Grécia em torno de Atenas. Os demos já existiam, como meras subdivisões de terra nas áreas rurais, desde o século VI a.C., e mesmo antes, porém só adquiriram um significado mais importante depois das reformas de Clístenes, em 508 a.C.. Nestas reformas, o alistamento nas listas de cidadãos de cada demo passou a ser obrigatória para a obtenção da cidadania, que até então era obtida através da associação com uma fratria ou grupo familiar. Ao mesmo tempo, os demos foram criados na própria cidade de Atenas, onde não existiam anteriormente. No total, ao fim das reformas de Clístenes, a Ática estava dividida em 100 demos. A transformação dos demos em unidades fundamentais do Estado enfraqueceu os genos, grupos familiares aristocráticos que até então dominavam as fratrias.
Um demo funcionava até certo ponto como uma pólis em miniatura, e alguns demos, como o de Elêusis e Acarnas, de fato consistiam de cidades importantes. Cada demo tinha um demarco (demarchos) que a supervisionava, bem como diversos outros funcionários civis, religiosos e militares. Cada demo tinha seus próprios festivais religiosos, e era responsável por coletar impostos e gastar sua renda da maneira que melhor lhe aprouvesse.
Os demos eram categorizados com os outros demos da mesma área, formando trittyes, grupos populacionais maiores, que por sua vez eram combinados de maneira a formar as dez tribos (phylai) de Atenas. Cada tribo continha uma trittys de cada uma das três regiões: a cidade, o litoral e o campo.

## 
1. ↑  J.V. Fine, The Ancient Greeks: A Critical History
2. ↑  David Whitehead, verbete "Deme", no Oxford Classical Dictionary, Simon Hornblower e Antony Spawforth (ed.)